# Isaac Rapp
 (novembre 2012).
Si vous disposez d'ouvrages ou d'articles de référence ou si vous connaissez des sites web de qualité traitant du thème abordé ici, merci de compléter l'article en donnant les références utiles à sa vérifiabilité et en les liant à la section « Notes et références ».
Isaac Hamilton Rapp (né en 1854 et décédé le 27 mars 1933) est un architecte américain connu comme le créateur du style Santa Fe.

## Biographie
Isaac Rapp apprend son métier avec son père, architecte et entrepreneur immobilier à Carbondale, dans l'Illinois. Isaac le quitte en 1887 pour aller s'installer deux ans plus tard à Trinidad, dans le Colorado, où il s'associe avec un dénommé Charles William Bulger pour monter un cabinet d'architecte Bulger and Rapp. La société est dissoute cinq ans après. Entre-temps, un des frères d'Isaac, William Morris Rapp, arrive à Trinidad, et ils créent ensemble la firme Rapp and Rapp. Cette société ne doit pas être confondue avec le cabinet d'architecte Rapp and Rapp, connu pour ses constructions de théâtres et de salles de cinéma et composé des deux plus jeunes frères d'Isaac, Cornelius et George.
Quelque temps plus tard, un cinquième frère, Charles Rapp, arriva à Trinidad, mais il ne rejoint pas la firme Rapp and Rapp.
Les principales constructions gérées par le cabinet Rapp and Rapp de Trinidad sont :
- New Mexico Territorial Capitol, 1903. Ce bâtiment n'existe plus de nos jours ;
- New Mexico State Building à l'occasion de l'exposition universelle de 1904, à Saint Louis, au Missouri, en 1904 ;
- New Mexico Territorial Executive Mansion, 1908, qui n'existe plus de nos jours ;
- Chaves County Courthouse, à Roswell, au Colorado, en 1911 ;
- Las Animas County Court House, à Trinidad, au Colorado, en 1912.

Rapp est un pionnier du style Pueblo Revival, qu'il invente en partie pour le New Mexico Building, soit le pavillon du Nouveau-Mexique à la Panama–California Exposition de San Diego, en 1915.

## Source
- (en) Cet article est partiellement ou en totalité issu de l’article de Wikipédia en anglais intitulé « Isaac Rapp » (voir la liste des auteurs).